# オトメシュラン
『オトメシュラン』は、王嶋環による日本の4コマ漫画作品。

## 概要
創作フレンチレストラン「ルポーシェル」の美空瑤は評判のイケメンオーナーシェフ。
店内には瑤目当ての女性客が集まり、黄色い声を上げているが・・・
見た目はイケメン。でも実はれっきとした女性。
常に男性に間違えられがちな彼女だがその心は誰よりも乙女であり、そのギャップを描くネタが多い。
そんな彼女を中心としたレストラン内を舞台にしたコメディ4コマ作品。
『まんがタイムオリジナル』（芳文社）にて2011年4月号より2014年8月号まで連載された、全3巻。

## 登場人物
美空瑤
創作フレンチレストラン『ルポーシェル』のオーナーシェフ。28歳。
れっきとした女性ながらその顔立ち・長身・立ち居ふるまいから常に男性、しかもイケメンと認識される。
初対面は勿論、同僚や挙句は作者である王嶋環先生や担当さんにまで女性としてカウントされず、本作のネタも多くはそれに起因するもの。
自身は立派に女性のつもりであり、かつ内面は繊細で乙女。そのため「イケメン」と間違えられる度に泣いている。
店は彼女目当ての女性客がほとんどであり、彼女を男性として認識している人も多いが、女性であることを認識していながらファンである人も多い。
音痴という欠点を抱えるが、自覚は無い様子。
また、非常に下戸であり酔うとひとりの時の口調が出る。

江利あやか
新人ホールアルバイトで[食いしん坊な18歳の女子大生。
不慣れな事もあり、まだまだ一人前ではなくドジも多いが重要な戦力になってきている。
女性客たち同様に瑤にドキドキさせられっぱなし。

雪村ルミ子
ホール長で最年長。
先代から勤めており、一人で何役もこなす最も頼りになる存在。瑤の事も小さな頃から知っている。
彼女がいないとお店がスムーズに回らなくなるほど。
店内で瑤が男性に見える事を最も利用し、いじっている存在でもある。
作中で銀婚式を迎えた。

葉山慎太
調理アシスタントの青年。
まだ下ごしらえしかやらせてもらえず、料理はしていない。
店内の唯一の男性かつ顔立ちも男前ではない事もあり、イケメンに見える瑤との比較を中心にいじられ役となることが多い。
同僚である江利をかなり意識しているが、当の江利は全く気付いていない。また、瑤からは店内での恋愛事は禁止と釘を刺されている。
父は全国に121店舗を展開するファミレス「はやま亭」チェーンの創業者・葉山慎一郎だが、フレンチの道に進む事を反対されて家を飛び出している。

美空寿
瑤の祖父であり『ルポーシェル』の先代オーナーシェフ。
瑤にとっては師匠でもある。
現在は店を瑤に任せ、自身は滅多に厨房に立つことはない。
女好きであり、自身より年下であればその対象というストライクゾーンの広さを誇る。
料理の腕は当然瑤より上であり、彼の料理目当ての常連客もいる。

## 単行本
- 王嶋環『オトメシュラン』 芳文社〈まんがタイムコミックス〉、既刊2巻
  1. 2012年8月22日第1刷発行（2012年8月7日発売[7]）、ISBN 978-4-8322-5106-9
  2. 2013年10月22日第1刷発行（2013年10月7日発売[7]）、ISBN 978-4-8322-5231-8
  3. 2014年8月22日第1刷発行（2014年8月7日発売[7]）、ISBN 978-4-8322-5312-4